# Artiom Kiurengian
Artiom Kiurengian (gr. Αρτιόμ Κιουρεγκιάν; ur. 9 września 1976 w Leninakanie) – grecki zapaśnik walczący w stylu klasycznym. Brązowy medalista olimpijski z Aten 2004. Walczył w kategorii 55 kg.
Pięciokrotny uczestnik mistrzostw świata; siódmy w 2002. Wicemistrz Europy z 2004 i piąty w 2002. Piąty na igrzyskach śródziemnomorskich w 2005 roku.
- Turniej w Atenach 2004

Pokonał Kirgiza Urana Kaliłowa, Chińczyka Sheng Jianga i Duńczyka Hakana Nybloma. W półfinale przegrał z Rosjaninem Gajdarem Mamedalijewem a w pojedynku o trzecie miejsce zwyciężył Oleksija Wakułenkę z Ukrainy.